# Bawarka

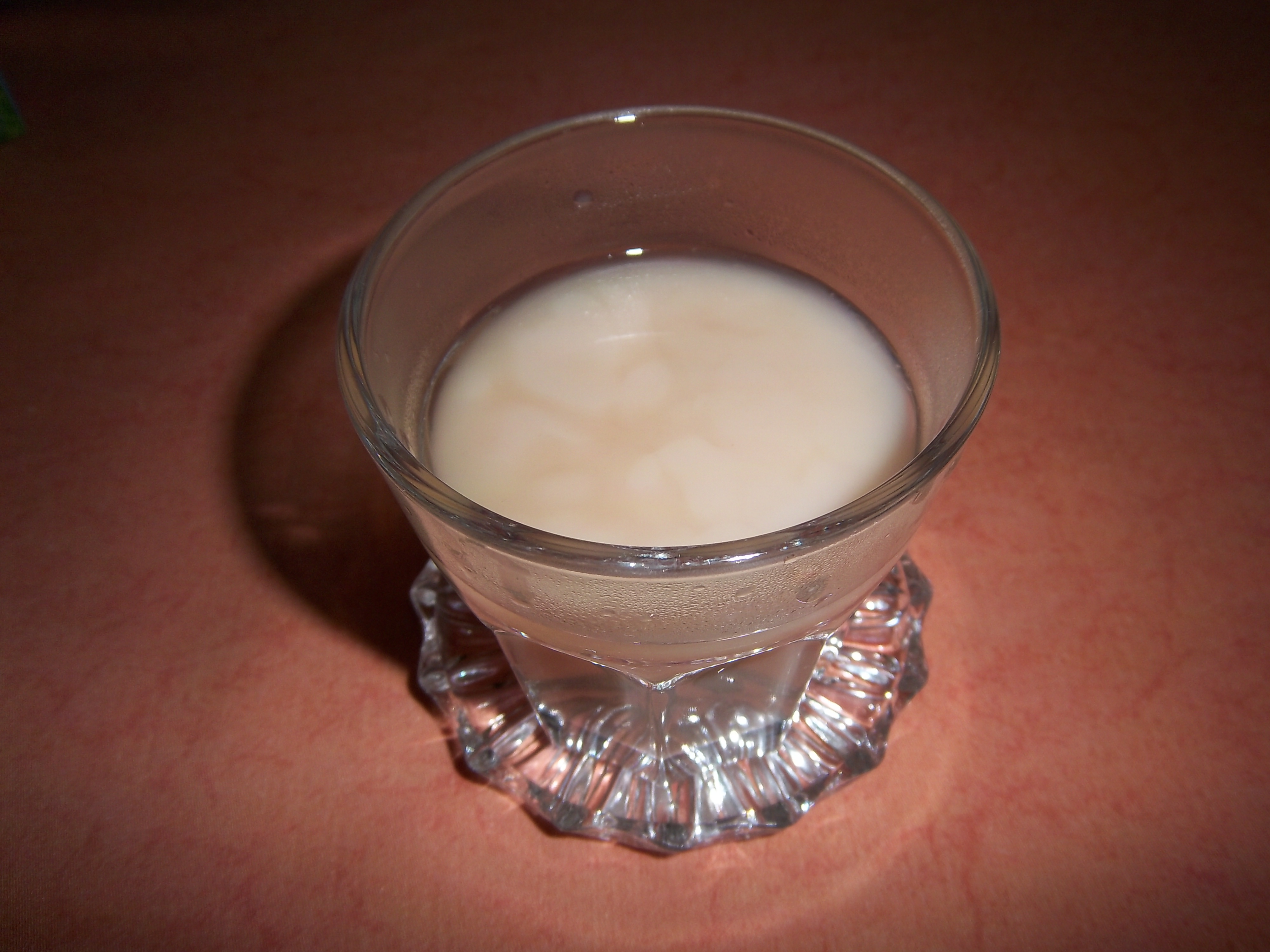
Współczesna bawarka – herbata z mlekiem, parzona na sposób angielski

Bawarka – napój, którego głównymi składnikami są herbata i mleko; określana też jako herbata z mlekiem lub herbata mleczna; przygotowywana przez dodanie do gorącego mleka esencji herbacianej lub odwrotnie przez dolanie gorącego mleka do esencji herbacianej, w proporcjach zależnych od indywidualnych upodobań, a następnie posłodzona cukrem lub miodem. Czasem pije się ją bez dodatku cukru. Jest podawana najczęściej do śniadania i powinno się ją pić, gdy jest jeszcze ciepła, z pianką. Może być przyrządzana z herbaty czarnej lub herbat smakowych. Do sporządzenia wykwintnej postaci bawarki mogą być dodatkowo dodawane żółtka jaj wraz z cukrem pudrem. Bawarka może zostać doprawiona do smaku brandy, rumem, szczyptą cynamonu lub innymi składnikami.

## Pochodzenie nazwy
Termin „bawarka” dla określenia herbaty z mlekiem, która jest pita także w innych krajach, np. Wielkiej Brytanii, jest obecny tylko w języku polskim i sugeruje, jakoby napój pochodził z Bawarii. Maguelonne Toussaint-Samat w książce pt. History of food nadmienia, że herbatę osłodzoną syropem ziołowym i podawaną w karafce nazywano w paryskiej kawiarni Le Procope Bavaroise na cześć księcia bawarskiego, który towarzyszył bawarskiej księżniczce Elżbiecie Charlotcie na jej ślub z Filipem I Orleańskim. Współczesne i dawne słowniki kulinarne francuskie i angielskie definiują Bavaroise jako napar z herbaty połączony z mlekiem i posłodzony syropem z paproci, ewentualnie doprawiony do smaku niewielką ilością wody z kwiatów pomarańczy. W języku francuskim Bavarois (forma męska) i Bavaroise (forma żeńska) oznacza mieszkańca Bawarii, czyli odpowiednio Bawarczyka i Bawarkę, lub jako przymiotnik bavarois znaczy pochodzący z Bawarii, czyli bawarski. W literaturze kulinarnej można spotkać podział na bawarkę z mlekiem (Bavaroise au Lait) i bawarkę na wodzie (Bavaroise à l’eau).

## Historia
Bawarka (prawdopodobnie od fr. Bavaroise) jest napojem wywodzącym się z kuchni francuskiej, składającym się z herbaty i syropu z paproci Adiantum capillus-veneris, podawanym na ciepło. Bawarka może być przygotowywana z czarnej herbaty lub z różnych herbat smakowych. Niektóre źródła podają, że bawarka to również napój sporządzony z wrzątku i mleka lub śmietanki.
W wydanej w 1830 roku książce Łukasz Gołębiowski napisał: „herbatę, którą w Paryżu wprowadzono w 1656, pijano na ogół z mlekiem, niektórzy palili ją jak tytoń”. W Polsce wprowadzona została wcześniej od kawy. Słabo parzona zielona herbata była podawana jedynie ze śmietanką i piły ją przeważnie kobiety. Z czasem wprowadzono czarną herbatę i jej mocny napar sączono z arakiem i cytryną lub z łyżeczką śmietanki po angielsku (lecz bardziej rozcieńczoną) bądź też z dodatkiem soku czy czerwonego wina.
Kiedy w 1689 roku Sycylijczyk Francesco Procopio otworzył w Paryżu pierwszą francuską kawiarnię Café Procope, bywający w niej wówczas książęta bawarscy zamawiali w niej herbatę z sokiem kapillorowym (syrop z paproci Adiantum capillus-veneris), wprowadzając ją w modę i od nich, a właściwie od nazwy kraju, z którego pochodzili, przyjęła się nazwa napoju. Inne źródła podają, że zwyczaj ten wprowadzili francuscy kucharze będący na służbie u książąt bawarskich. Pochodzenie nazwy napoju od Bawarii, jednego z krajów niemieckich, potwierdzają również informacje zawarte w wielu słownikach i specjalistycznych leksykonach. Tradycyjna Bavaroise podawana w Café Procope, to w rzeczywistości napój leczniczy sporządzany na bazie herbaty i syropu z paproci niekropienia właściwego Adiantum capillus-veneris. Picie bawarki polecane było w przeziębieniach i chorobach górnych dróg oddechowych.
Do polskiej kuchni bawarka trafiła w czasie Sejmu Czteroletniego, jako zapożyczenie z kuchni francuskiej. W Polsce jednak zmodyfikowano ten przepis i niedostępne składniki zastępowano rodzimymi ziołami, takimi jak: kwiat bzu i lipy, rumianek, szałwia, mięta, dziewanna, bratki, melisa, róża, poziomki suszone itp.
Natomiast Maria Disslowa, w książce kucharskiej z 1935, opisała bawarkę jako ukropek – napój sporządzony z połowy szklanki śmietanki i połowy szklanki wrzącej wody oraz kawałka cukru i zalecała picie ukropka (bawarki) na śniadanie, zwłaszcza osobom chorym i dzieciom, jako napój smaczny i pożywny.

## Współczesność

### W Polsce
Współcześnie w Polsce bawarka to określenie na herbatę z mlekiem, parzoną na sposób angielski. W opracowaniu z końca XX w. przepis na bawarkę wskazuje, że do gorącego mleka dolewa się napar herbaciany (na 1 szklankę mleka pół szklanki zaparzonej herbaty). Autorzy sugerują, aby cukier podawać osobno.

### We Francji
Dzisiejsza bawarka serwowana we Francji to drink sporządzony na bazie kawy, kremu i rumu. Dokładnie opisał Bavaroise w 1905 Joseph Favre (1849–1903) jako napój przypominający advocaat, którego głównymi składnikami są gorąca herbata i mleko, do którego dodawane są (jednocześnie ubijając trzepaczką) żółtka jaj i cukier, a na końcu trochę wiśniówki. Autorzy The Oxford companion to food zaznaczyli, że uznanym i znanym od dawna znaczeniem Bavaroise jest napój, chociaż określenie Bavaroise lub Bavarois może także wskazywać na deser, krem lub sos.

### W Wielkiej Brytanii
Brytyjczycy zaparzają herbatę (liściastą lub w torebkach) w dzbanku, który został uprzednio wypłukany gorącą wodą. Odpowiednią ilość herbaty zalewają gotującą się wodą z czajnika, po czym odstawiają na 3 do 5 minut. Po zaparzeniu herbata jest wlewana do filiżanek. W przypadku herbaty z mlekiem niewielka ilość zimnego mleka jest nalewana najpierw do filiżanki, po czym dolewana jest herbata. Istnieją dwie „szkoły” dodawania mleka do herbaty: mleko najpierw (milk first) lub mleko po (milk after). Zwolennicy dodawania najpierw mleka na dno filiżanki twierdzą, że w ten sposób mała ilość zimnego mleka jest równomiernie ogrzewana przez dodawaną stopniowo dużą ilość gorącej herbaty, co zapobiega „ścięciu” mleka..

### W Tybecie
W Tybecie słodką herbatę z mlekiem przyrządza się przez zmieszanie zagotowanego odwaru z liści czarnej herbaty razem z cukrem i mlekiem jaka.

### W Stanach Zjednoczonych
Filiżanki, torebki z herbatą do zaparzania i czajnik z gorącą wodą są stawiane na stole. Torebka z herbatą zostaje zanurzona na kilka minut w gorącej wodzie, którą uprzednio nalano do filiżanki. Zdaniem Anglików zaparzanie herbaty w ten sposób sprawia, że herbata jest cienka, blada i wodnista w smaku.

## Bawarka a laktacja
Herbata z mlekiem była napojem polecanym dla mamek i matek karmiących. W dalszym ciągu w Polsce panuje przekonanie, że picie dużych ilości mleka wzmaga laktację.

(...) W Polsce, w niedawnych czasach, właściwości laktogenne przypisywano herbacie z mlekiem, tzw. bawarce (...).

Współcześnie picie słabej herbaty oraz mleka jest zalecane kobietom karmiącym, ale nie przypisuje się im właściwości mlekopędnych. W celu pobudzenia laktacji zaleca się kobietom karmiącym picie herbatek ziołowych, które zawierają zioła mlekopędne (łac. lactagoga), do których należą np. owoc kminku, owoc anyżku, owoc kopru włoskiego, ziele rutwicy, nasiona kozieradki, ziele ogórecznika i ziele bazylii.

## W literaturze
Dla angielskiego pisarza George’a Orwella filiżanka dobrej herbaty była tak ważna, że w 1946 roku napisał o niej esej (tytuł oryginału A Nice Cup of Tea). Autor zalecił w nim najpierw wlewanie herbaty, dopiero później mleka, ponieważ łatwiej w ten sposób kontrolować ilość wlewanego mleka do filiżanki i uniknąć nadmiaru. Orwell podzielił się z czytelnikiem 11 zasadami zaparzania dobrej herbaty. Pisarz był miłośnikiem herbaty mocnej, z mlekiem i bez cukru, którego dodanie (jego zdaniem) niszczyło prawdziwy – gorzki smak herbaty.
Poeta Janusz Szuber napisał wiersz pt. Podwójna herbata z mlekiem, wydany w tomiku poezji pt. Powiedzieć. Cokolwiek z 2011.